# Margret Altacher
Margret „Maxi“ Altacher (* 2. Juni 1986) ist eine ehemalige österreichische Skirennläuferin. Sie war auf die Disziplinen Abfahrt und Super-G spezialisiert.

## Biografie
Altacher war Leistungssportlerin im Heeressportzentrum des Österreichischen Bundesheers und startet für den Sliklub Saalfelden. Sie gehörte seit der Saison 2008/09 dem A-Kader des Österreichischen Skiverbandes (ÖSV) an. Ihr erstes FIS-Rennen fuhr sie im Dezember 2001, am 9. März 2006 konnte sie mit dem Riesenslalom von Bad Hofgastein erstmals ein Rennen gewinnen. Im Europacup fuhr Altacher seit Februar 2003 und konnte am 14. Dezember 2007 ihren ersten Sieg feiern, in der Super-Kombination von Davos. In der Europacup-Saison 2007/08 erreichte sie damit hinter Anna Fenninger Rang zwei in der Kombinationswertung. In der Europacup-Saison 2008/09 holte sie zwei zweite Plätze im Super-G und einen zweiten Platz in der Super-Kombination und gewann damit die Disziplinenwertung im Super-G, in der Kombination wurde sie wie schon im Vorjahr Zweite.
Im Weltcup ging Altacher erstmals am 19. Dezember 2008 bei der Super-Kombination in St. Moritz an den Start und konnte auf Anhieb als 24. punkten. Im Januar 2010 erreichte sie mit Platz 19 in der Super-Kombination von St. Moritz erstmals ein Ergebnis unter den besten 20. Zu Beginn der Saison 2010/11 erzielte Altacher im Riesenslalom von Aspen mit Laufbestzeit im zweiten Durchgang den zwölften Platz. Am 19. Dezember 2010 fuhr sie als Zehnte der Super-Kombination von Val-d’Isère erstmals in einem Weltcuprennen in die Top 10. Ein weiterer zehnter Platz gelang ihr drei Wochen später im Super-G von Zauchensee am 9. Januar 2011.
In der Folge konnte Altacher nicht mehr an diese Leistungen anknüpfen. Nur noch vereinzelt fuhr sie unter die besten 20. Angesichts starker teaminterner Konkurrenz qualifizierte sie sich nie für Weltmeisterschaften oder Olympische Spiele. Im Mai 2013 gab sie aufgrund anhaltender Hüftprobleme ihren Rücktritt vom Skirennsport bekannt.

## Erfolge

### Weltcup
- 2 Platzierungen unter den besten 10

### Europacup
Disziplinenwertungen:
- Saison 2007/08: 2. Kombination
- Saison 2008/09: 5. Gesamtwertung, 1. Super-G, 2. Kombination

Insgesamt 7 Podestplätze, davon 2 Siege:
| Datum             | Ort      | Land    | Disziplin         |
| ----------------- | -------- | ------- | ----------------- |
| 14. Dezember 2007 | Davos    | Schweiz | Super-Kombination |
| 18. Februar 2010  | Formigal | Spanien | Super-G           |

### Weitere Erfolge
- 3 Siege bei FIS-Rennen (alle Riesenslalom)